# Megabalanus tintinnabulum
Espèce
Megabalanus tintinnabulum est une espèce de crustacés cirripèdes de la famille des Balanidae. C'est l'espèce type du genre. Le nom spécifique vient du latin tintinnabulum signifiant une clochette et fait probablement référence au fait que de petits groupes de bernacles ressemblent à des groupes de clochettes miniatures.

## Taxonomie

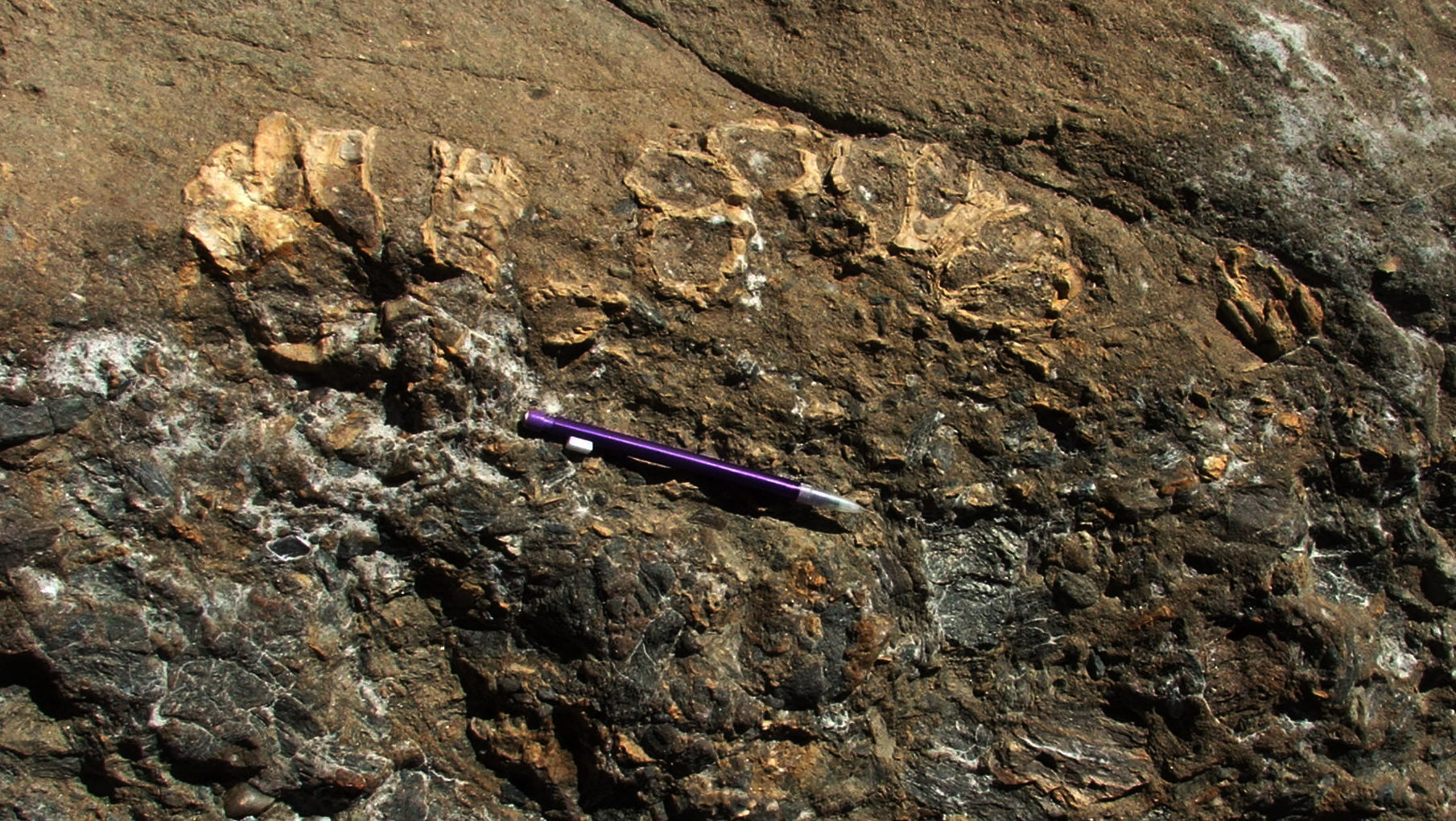
Megabalanus tintinnabulum qui poussait sur un éventail de débris, et étouffé par le dépôt de sables (couche supérieure orange), donc conservé in situ.

Lorsque Carl Linnaeus a décrit cette espèce pour la première fois en 1758, il l'a nommée Balanus tintinnabulum. Le lectotype a été représenté par Georg Eberhard Rumphius en 1705, la localité type étant Ambon en Indonésie. Dans une monographie sur les balanes en 1854, Charles Darwin a décrit l'espèce comme étant très variable et attribuée à la section A du genre Balanus, caractérisée par l'infiltration des parois, de la base et des rayons (différentes plaques dans la paroi de la coquille) par de minuscules pores. En 1916, Henry Augustus Pilsbry éleva Balanus tintinnabulum au rang de sous-espèce et, au cours des années suivantes, un certain nombre de variétés furent décrites. Plus tard, il a été placé dans le sous-genre Megabalanus et en 1976, Newman et Ross ont élevé Megabalanus au rang générique, donnant le rang d'espèce à chacune des 22 sous-espèces de ce qui était auparavant connu sous le nom de Balanus (Megabalanus) tintinnabulum.

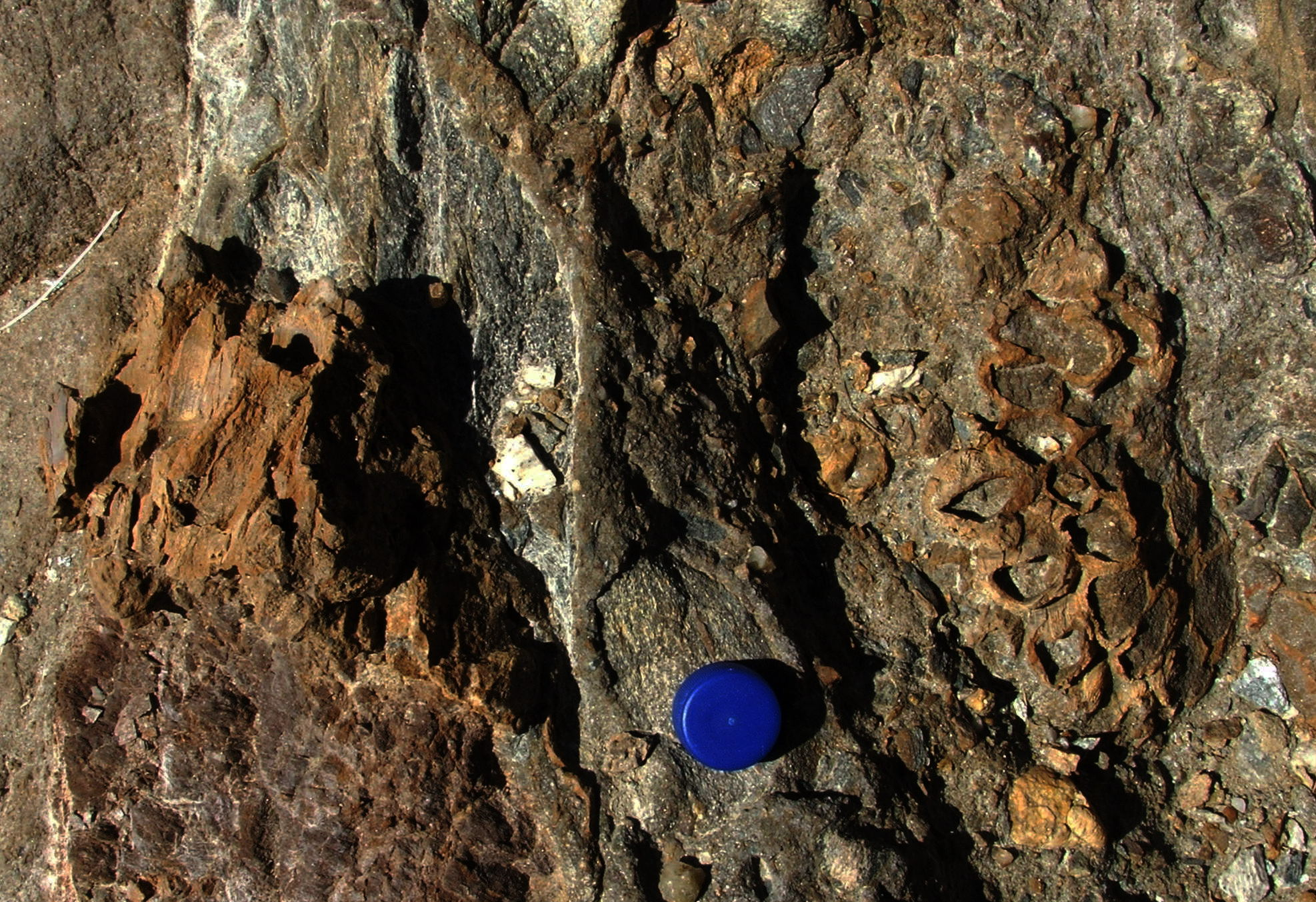
Megabalanus tintinnabulum fossilisé (?), montrant une vue de côté (à gauche) et de haut en bas (à droite). Capsule de bouteille pour l'échelle (2 cm de diamètre))

## Description
Megabalanus tintinnabulum est une grande espèce de cirripèdes, en forme de tonneau ou étroitement conique, atteignant 5 centimètres de haut et 6,5 cm de diamètre. Il se distingue des autres membres du genre par la présence de crêtes de croissance non gorgées sur le scutum et par le fait que les parois n'ont pas d'épines ou de projections épineuses. Les parois peuvent être rugueuses ou lisses et parfois légèrement pliées. La marge basale de la coquille est soit droite ou légèrement sinueuse. La couleur est une nuance pâle de pourpre rougeâtre ou bleuté, parfois striée longitudinalement avec une nuance plus foncée ou plus claire et parfois avec des bandes transversales de couleur.

## Distribution et habitat
Megabalanus tintinnabulum est d'origine tropicale, peut-être originaire d'Afrique de l'Ouest et de certaines parties de l'Indo-Pacifique. Il est commun sur les deux côtes orientales et occidentales de l'Inde. 
Il s'est propagé à d'autres parties du monde attaché aux coques des bateaux. Il a été observé sur des coques de navires aux Pays-Bas en 1764 et en 1998, il a été trouvé attaché à des bouées au large de la côte belge. Il a été observé la première fois en Australie occidentale en 1949 et est arrivé sur la côte est de l'Australie en 1990. On le trouve également sur les récifs, les rochers et les structures de bois jusqu'à environ 40 mètres.

## Biologie
Comme d'autres cirripèdes, Megabalanus tintinnabulum est un filtreur. Des jambes spécialement adaptées appelées cirri sont étendues à travers l'ouverture au sommet de la coquille et sont agitées perpendiculairement à l'écoulement de l'eau au-delà de la coquille. Les particules de nourriture sont capturées par ceux-ci et les cirres sont périodiquement retirés dans la coquille et les aliments grattés.
Les œufs de Megabalanus tintinnabulum sont fécondés à l'intérieur par les spermatozoïdes d'une autre cirripède voisin et commencent à se transformer en larves en quelques jours. Celles-ci sont planctoniques et se dispersent dans la colonne d'eau. Elles traversent six stades naupliants et un stade larvaire cypris avant de s'installer sur le fond marin, se métamorphosant et se développant en juvéniles. Ceux-ci se cimentent au substrat et restent sessiles pour le reste de leur vie. 

## Écologie
Megabalanus tintinnabulum se trouve au niveau ou au-dessous du niveau de la marée basse dans la zone littorale. On le trouve sur les coques des navires et sur les structures artificielles dans les ports. Il a une structure de population stable et un faible taux de mortalité et est une espèce à longue durée de vie. [7] Dans la mer de Chine méridionale, il a été constaté que les mollusques et les cirripèdes, y compris Megabalanus tintinnabulum, étaient des crustacés primaires de coques et d'autres structures artificielles et que leur présence permettait aux algues, hydrozoaires et bryozoaires de s'installer.
Les coquilles vides mais encore attachées de Megabalanus tintinnabulum sont parfois occupées par Hypsoblennius invemar. Il utilise non seulement une coquille pour un refuge mais le mâle couverait également les œufs du poisson à l'intérieur.